# Химона, Николай Петрович
Никола́й Петро́вич Химо́на (Нико́лаос Химо́нас, греч. Νικόλαος Χειμώνας; 25 сентября 1864, Евпатория — июль 1929, Скирос) — русский и греческий художник и педагог.
Ученик Куинджи, был членом общества русских акварелистов.

## Биография
Родился 25 сентября 1864 года в греческой семье. Его родителями были мещане города Евпатории: отставной унтер-офицер Пётр Павлович и Фотинья Николаевна. Отец, Пётр Павлович Химона, служил унтер-офицером Балаклавского греческого пехотного батальона (с 1846 года), в Крымскую войну участвовал в обороне Севастополя. За ратные подвиги был удостоен ордена Св. Георгия. Мать — Фотинья Николаевна Бамбуко, родом из крымской греческой деревни Карань, жители которой были потомками греков, получивших убежище в России после неудачного восстания против турок в 1774 году. Это указано в метрической записи о венчании 2 июля 1850 года в Кадыковской Троицкой церкви Петра Павловича Химона и его односельчанки Фотиньи Николаевны Бамбуко. Детство Николая прошло в Евпатории, где семья занималась коммерцией. Получил хорошее домашнее образование, играл на скрипке, знал иностранные языки.
Живописное мастерство изучал в Петербурге. Сначала поступил в головной класс ЦУТР, а с 1889 года стал вольнослушателем ИАХ. Учился в пейзажном классе у И. И. Шишкина, затем у А. И. Куинджи, с которым сохранял дружбу все последующие годы. Окончил курс в 1897 году со званием классного художника за пейзаж «Весенняя гроза». На следующий год в группе учеников А. И. Куинджи на средства учителя побывал в Берлине, Дрездене, Вене и Париже.
В 1902 году Химона женился на Ольге Алексеевне Хитрово дворянского происхождения, супруги поселились в Павловске. В 1904—1905 годах он совершил первое путешествие на родину предков в Грецию.
В 1897—1919 годах преподавал в Рисовальной школе ОПХ, где руководил декоративно-малярной мастерской, вёл общерисовальный и этюдный классы, с 1900 года — инспектор школы. В 1904 году был избран действительным членом ОПХ. В 1909 году стал одним из учредителей Общества имени А. И. Куинджи. В 1916 году был удостоен звания академика.
После Октябрьской революции Химона участвовал в 1-й и 2-й выставках Общества им. А. И. Куинджи (1917, 1918); 1-й Государственной свободной выставке произведений искусств (1919) и других.
В годы Гражданской войны жена художника по доносу была арестована новой властью за передачу посланий политическим заключенным. Попытки освободить жену не увенчались успехом, оставаться в Петрограде было опасным, и художник уехал в Крым к родственникам, а оттуда в 1919 году эмигрировал в Грецию.
В течение 1920-х годов Химона много путешествовал по стране, создал серии картин Пелопоннеса, Крита, Санторини, Левкады, Керкира.
В 1929 году супруги Химони переехали на остров Скирос. Здесь Николай Петрович заболел малярией и в результате ошибочного диагноза и лечения скоропостижно скончался. Похоронен на острове. Могила не сохранилась.
В декабре 1929 года Ольга Химона устроила посмертную ретроспективную выставку художника в афинской галерее Синтактон (118 работ), а в 1930 году — в лондонской галерее Arlington.
По другим данным Николай Химона из Греции переехал в Лондон, где его жизнь была сокрыта туманом неизвестности, и умер он в Лондоне. В связи с кончиной художника была открыта мемориальная выставка его картин, а британские журналы репродуцировали его греческие пейзажи.

## Награды

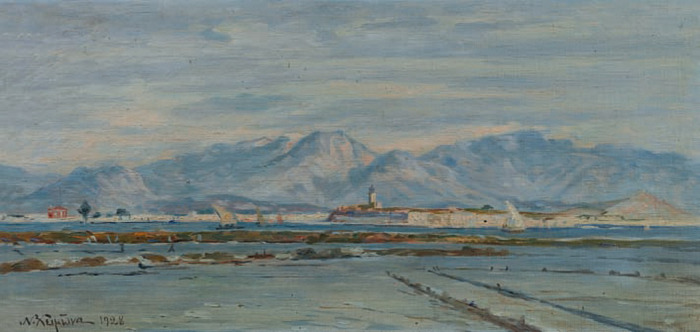
Месолонгион.

- В 1903 году получил 1-ю премию ОПХ за картину «Мельница» («Зима»).
- В 1907 году получил 1-ю премию им. Александра III из Фонда А. И. Куинджи за картину «К весне» (в 1908 она была отмечена малой золотой медалью на Международной выставке в Мюнхене).

## Память
В настоящее время наследие Н. П. Химоны находится в основном в Греции: 22 картины — в Национальной художественной галерее в Афинах, по несколько работ в галерее на острове Родос, в собрании Национального банка, в галерее Авероф и в других частных коллекциях, а также во Франции и США.
В России художник представлен в ГТГ, ГРМ, в Саратовском государственном художественном музее имени А. Н. Радищева, в краеведческом музее Евпатории и в частных коллекциях.

## Галерея

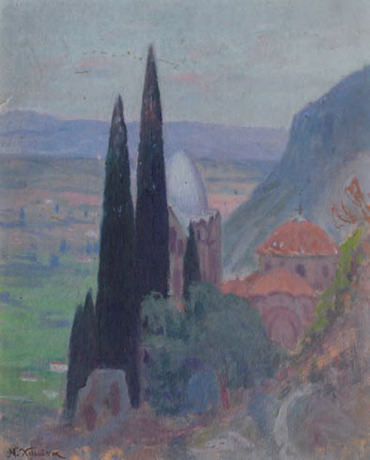
Мистра.
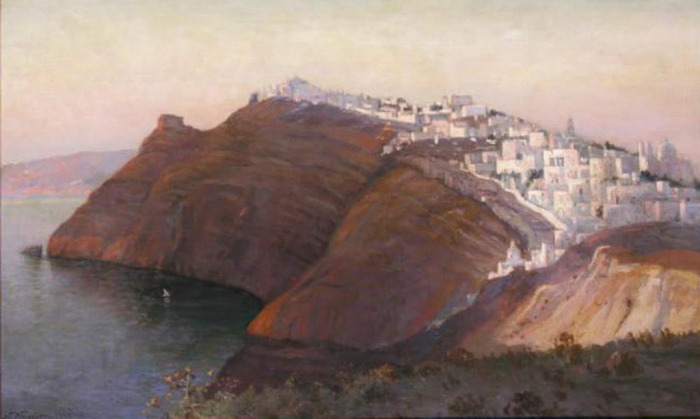
Остров Санторин.
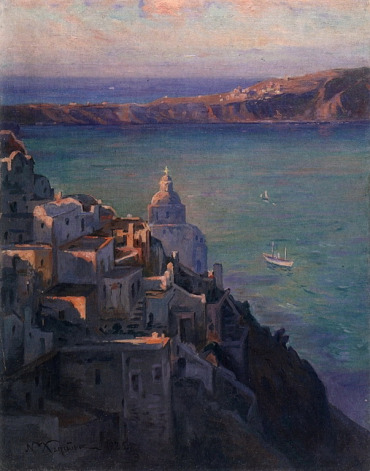
Остров Санторин.
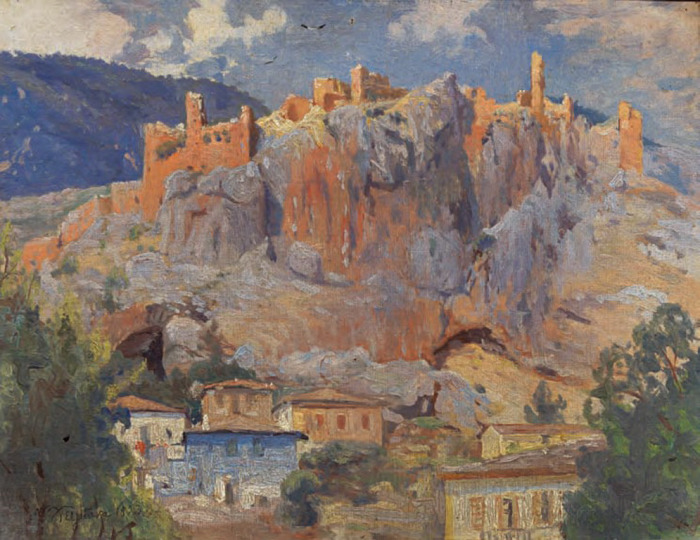
Крепость города Амфиса.
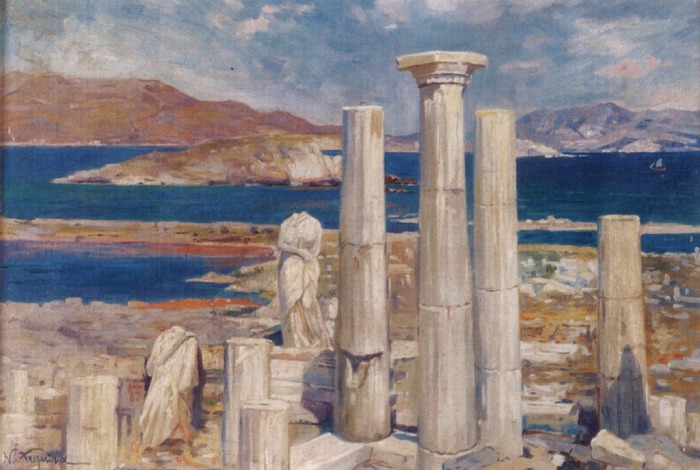
Остров Делос.
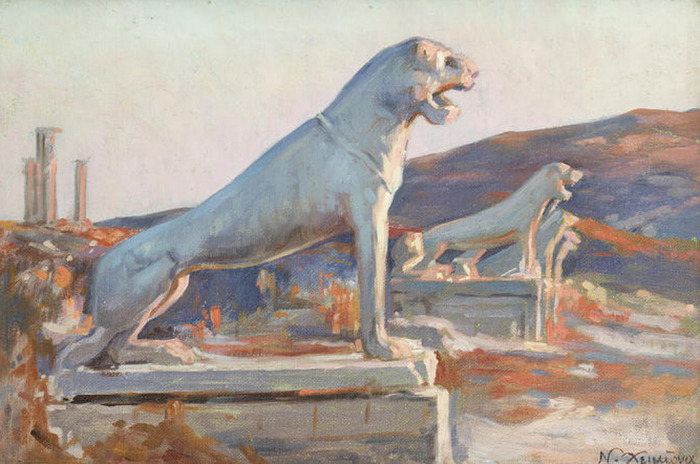
Львы острова Делос.
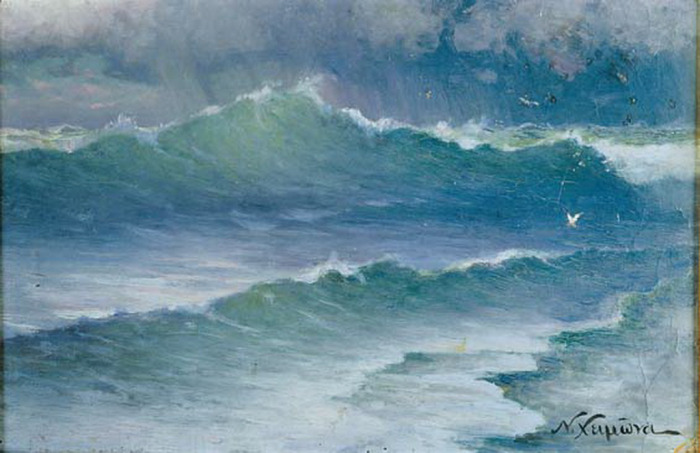
Волна.
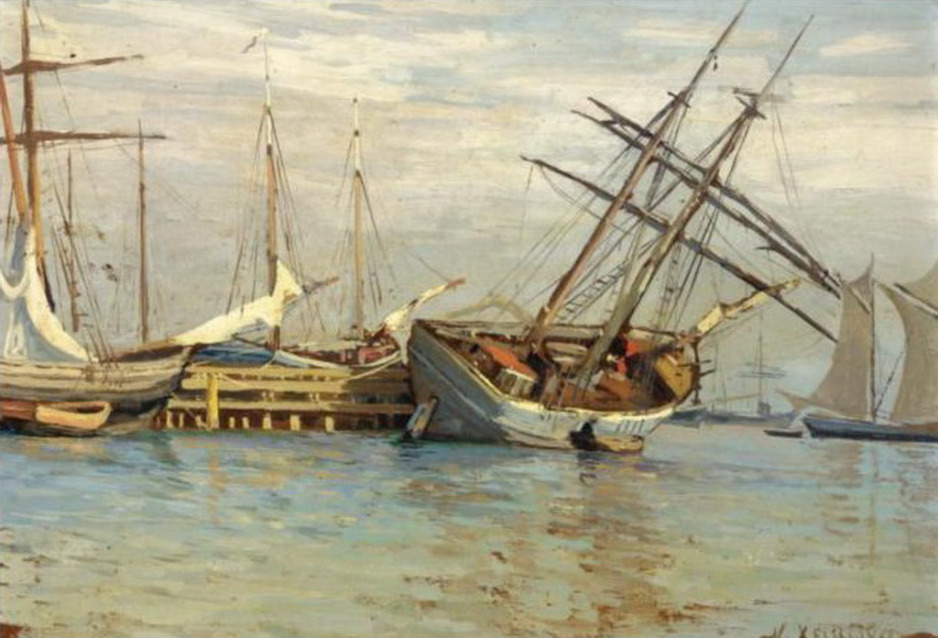
В гавани.
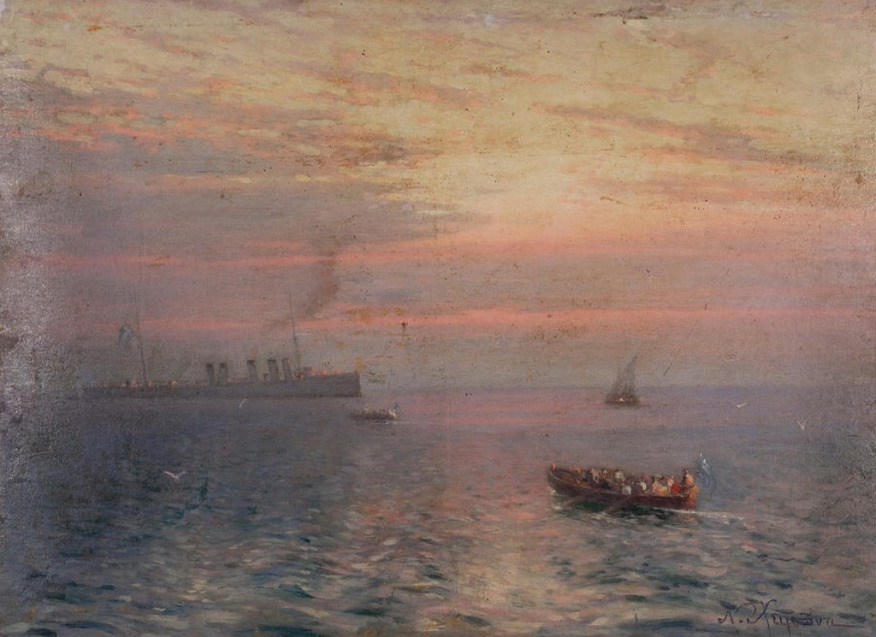
Эсминец Леон.